# Ryūtarō Nakamura
Ryūtarō Nakamura (中村 隆太郎, Nakamura Ryūtarō) est un intervalliste, animateur et réalisateur japonais d'anime et de films d'animation né le 15 avril 1955 au Japon.
Il est décédé d'un cancer du pancréas le 29 juin 2013 .
Aujourd’hui c’est son fils Sim Nakamura qui reprend la relève, sur les réseaux il partage son travail sous le pseudonyme de simfulhime .

## Travaux

### Réalisations
- 1994 : The Life of Guskou Budori (film) - Réalisation
- 1995 : La légende de Crystania (film) - Réalisateur
- 1998 : Serial experiments Lain (série télévisée) - Réalisation, storyboard (ep 1-4,6-8,11-13), directeur d'épisode (1,2,6)
- 1999 : Colorful (série télévisée) - Réalisation
- 2000 : Sakura Wars TV (série télévisée) - Réalisation, storyboard (ep 1,3,5), directeur d'épisode (ep 1)
- 2003 : L'Odyssée de Kino (série télévisée) - Réalisation, storyboard (ep 1,3,5,11,12,13), directeur d'épisode (ep 1,2,5)
- 2006 : Rec (série télévisée) - Réalisation, storyboard (tous)
- 2007 : L'Odyssée de Kino - film 2 (film de 30 min) - Réalisateur
- 2007-08 : Ghost Hound (série télévisée) - Réalisateur, storyboard (ep 1,2,22)

### Autres
- 1977-79 : Rémi sans famille (série télévisée) - Animateur clé, intervalliste
- 1979-80 : La Rose de Versailles (série télévisée) - Animateur clé
- 1979 : Jeu, set et match ! (film) - Animateur clé
- 1980-81 : Ashita no Joe 2 (série télévisée) - Animateur clé
- 1985 : Le Collège fou, fou, fou (série télévisée) - Storyboard (ep 29)
- 1986-87 : Anmitsu Hime (série télévisée) - Storyboard, directeur d'épisode
- 1986 : Wonder Beat Scramble (série télévisée) - Storyboard, directeur d'épisode
- 1986 : Nous sommes onze ! (film) - Storyboard
- 1988-89 : Patlabor (OAV) - Directeur d'épisode (ep 2,4)
- 1988 : Jeu, set et match !2 (OAV) - Storyboard
- 1991 : Armored Police Metal Jack (série télévisée) - Storyboard
- 1992-93 : Tekkaman Blade (série télévisée) - Storyboard (ep 12,19,25,30)
- 1994 : Junkers Come Here (film) - Storyboard
- 1994-95 : Captain Tsubasa J (série télévisée) - Storyboard (ep 8)
- 1999 : Magic User's Club (série télévisée) - Storyboard (ep 3), directeur d'épisode (ep 3)
- 1999-00 : Monster Rancher (série télévisée) - Storyboard (ep 4)
- 2001-02 : Final Fantasy: Unlimited (série télévisée) - Storyboard (ep 2), directeur d'épisode (ep 2)
- 2002 : Seven of Seven (série télévisée) - Storyboard (ep 9), directeur d'épisode (ep 9)
- 2002 : Ghost in the Shell: Stand Alone Complex (série télévisée) - Storyboard (ep 5), directeur d'épisode (ep 5)
- 2012? : Despera (projet en cours)

## Sources
1. ↑  (en) « Serial Experiments Lain Director Ryutaro Nakamura Passes Away », sur ANN (consulté le 25 juillet 2013) : « The official Twitter feed for the Chibi Neko Tom no Dai Bōken anime announced on Thursday that anime director and storyboard artist Ryutaro Nakamura (Serial Experiments Lain, Kino's Journey) had passed away on June 29 at 4 p.m. after months of being hospitalized while fighting colon cancer. The announcement was made after permission was given by his family. He was 58 years old at the time of his death. ».

- Notices d'autorité :   - VIAF
  - ISNI
  - BnF (données)
  - IdRef
  - LCCN
  - Japon
  - CiNii
  - WorldCat